# Murda Killa
Murda Killa (рус. Мёрда Ки́лла; настоящее имя — Макси́м Дми́триевич Реше́тников; 9 марта 1993, Москва — 13 июля 2020, Москва) — российский рэпер. Начал заниматься творчеством в 2012 году, участвовал в текстовом батле. В 2015 году вышли первые треки, а спустя год — релиз Murderland. В 2020 выпустил совместный релиз с Сашей Скулом «Навьи Тропы».

## Биография

### Ранние годы
Родился в Москве в 1993 году. После окончания школы поступил в вуз на юриспруденцию.
В институте в 2012 году впервые стал увлекаться творчеством, принимал участие в малоизвестном текстовом батле, на котором и познакомился с другими рэперами.

### Карьера
В 2015 году бросил учёбу и взял псевдоним Murda Killa. Через год вышел релиз «Murderland». В 2018 году выпустил ещё три релиза: «BROKESTAR», «ТЕМНОТА» и «Октябрьская Грязь».
21 февраля 2020 года совместно с Сашей Скулом выпустил альбом «Навьи Тропы». 24 июля того же года состоялся релиз посмертного мини-альбома «D.S.H.H.», который исполнитель успел закончить при жизни.

### Смерть

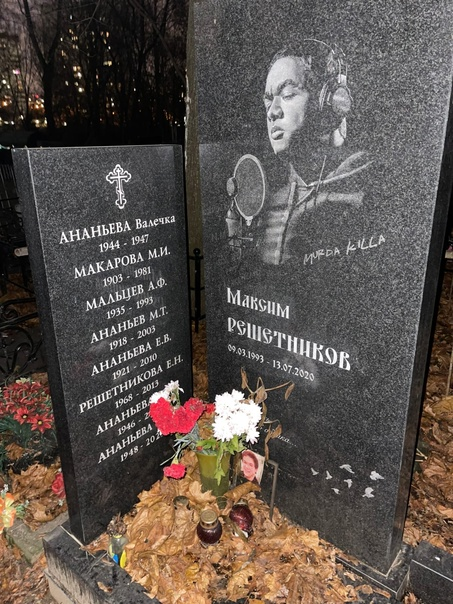
Могила Murda Killa на Даниловском кладбище

13 июля 2020 блогер Саша Конь написал в Твиттере, что исполнитель уже второй день не выходит на связь. Конь с другом вскрыли квартиру Максима и обнаружили его мёртвым, о чём позже сообщили в Твиттере.
Решетников скончался в ночь на 13 июля из-за приступа астмы, вызванного употреблением алкоголя и антидепрессантов.
Похоронен на Даниловском кладбище Москвы.

### Посмертные релизы
В 2022 году вышел посмертный сборник Murda Killa "Один Восемь Семь" от лейбла ДСХХ. 16 февраля 2023 года вышел трибьют-альбом «смерть неизбежна» в честь Максима, на котором поучаствовали ХОРС, HABAL, Miserabilis, Овсянкин, Booker, НЕЗДОРОВОЕПИТАНИЕ, Саша Скул, LAGER, Draw My Soul, ХХОС и другие. 24 февраля вышел посмертный альбом Саши Скула «Пасха мёртвых» при участии Murda Killa.
10 марта 2023 года состоялся релиз сборника старых песен Максима под названием «Bootleg 105».  
В 2023 году вышел сборник треков от лейбла ДСХХ: Интервенция, Ч. 1, на которой был трек от Murda Killa.  

## Стиль
В детстве Максим много читал книги Роберта Стайна, затем перешёл на Говарда Филлипса Лавкрафта, которые, по его признанию, привили ему любовь к мрачным мирам с плохим концом. Рэпер считал, что хороший конец для любой истории — это либо сумасшествие, либо смерть. Позднее Решетников стал увлекаться биографиями маньяков и серийных убийц, анализируя их поведение, мотивы и характер. В дальнейшем рэпер будет использовать образы некоторых известных маньяков в своём творчестве. Параллельно увлекался музыкой Егора Летова и «Короля и Шута», Максиму нравились созданные в творчестве музыкантов миры и образы. В 20 лет у рэпера трагически погибла мать, из-за чего он погрузился в депрессию и стал до конца жизни принимать антидепрессанты и транквилизаторы, что сделало парня ещё закрытее и мрачнее. The Flow описывает стиль рэпера как немногословный «сатанинский мемфис-рэп» с мрачной и безнадёжной атмосферой. Максим часто использовал в своём творчестве число 187, отсылающее на статью уголовного кодекса Калифорнии, которая стала сленговым названием для убийства.
В материале от The Flow за 2025 год Murda Killa был назван «проводником трилл-эстетики»:
Максим чуть ли не единственный, кто настолько настойчиво пытался привнести клише из трилла в русский рэп: агрессия, насилие и отрицание общественных норм как таковое. Мерда очень любил мистику числа 187 (раздел Уголовного кодекса Калифорнии, рассматривающий убийства), которое он взял из трилл-рэпа и сделал своим то ли эдлибом, то ли фирменным знаком.

## Дискография
- "The Hoodshiy" — 2011
- Takeanothersacrifice — 2015
- Dead Branches — 2015
- We Too — 2015
- Graveyard Flex — 2015
- Murderland — 2016
- Холодное лето — 2017
- Bootleg 187 — 2017
- Лонли — 2017
- Яма — 2017
- Kreepin — 2017
- BROKESTAR — 2018
- Темнота — 2018
- Октябрьская грязь — 2018
- KADAVER EP — 2019
- Это я — Мёрдочка — 2019
- Навьи тропы (совместно с Сашей Скулом) — 2020
- Один Ноль Пять — 2020
- D.S.H.H. — 2020
- Один восемь семь — 2022
- MURDA KILLA: смерть неизбежна — 2023, трибьют-альбом
- Bootleg 105 — 2023